# Lubowicz-Kąty
Lubowicz-Kąty – wieś w Polsce położona w województwie podlaskim, w powiecie wysokomazowieckim, w gminie Klukowo.
W latach 1975–1998 miejscowość administracyjnie należała do województwa łomżyńskiego.
Wierni kościoła rzymskokatolickiego należą do parafii Najświętszej Maryi Panny Częstochowskiej w Klukowie.

## Historia
Wieś założona w latach 70. wieku XVI przez mieszkających w pobliżu Lubowickich herbu Ślepowron. Kątem nazywano wtedy obszar umiejscowiony między polem i lasem.
W I Rzeczypospolitej miejscowość należała do ziemi drohickiej w województwie podlaskim.
Niektórzy właściciele wsi (często częściowi):
- 1580 – ślachetny Wojciech Stanisław Wojni, który to oddał podatek z Kuczyna, Kątów i Lubowcza, dał z włók ziemskich 3 i pół, po gr. 15
- 1584 – 1604 – dzieci Leonarda Lubowickiego: Jakub, Jan, Piotr, Jerzy, Stanisław i Anna. Wzmiankowany również Wojciech syn Jana Piotrasa (rok 1586)
- 1682 – Kazimierz, syn Adama z Lubowicza Wielkiego, zastawił Lubowicz Kąty Piętce
- początek XVIII wieku – wioskę odziedziczyli Józef i Paweł, synowie Stanisława z Piętek Groszków. W 1715 sprzedali ją Wiktorynowi Kuczyńskiemu. Wtedy, w miejsce szlachty zamieszkali tu chłopi pańszczyźniani. Jej dziedzicami byli kolejni właściciele dóbr klukowskich, do 1805 roku Kuczyńscy, później hrabiowie Starzeńscy[8].

W roku 1827 wieś liczyła 8 domów i 81 mieszkańców.
Jeszcze przed rokiem 1864 miejscowi chłopi zostali oczynszowani, natomiast po 1864 ziemia została im przekazana w ramach carskiego ukazu uwłaszczeniowego.
Pod koniec wieku XIX wieś należała do powiatu mazowieckiego, gmina Klukowo, parafia Kuczyn (od roku 1919 parafia Klukowo). Wchodziła w skład dóbr Klukowo należących do Henryka hr. Starzeńskiego. Osad 74, użytki rolne o powierzchni 434 morgów.
Spis statystyczny z 1921 roku wykazał 19 domów i 99 mieszkańców (w tym jednego prawosławnego).